# Liste der Baudenkmale in Wunstorf
In der Liste der Baudenkmale in Wunstorf sind alle Baudenkmale der niedersächsischen Gemeinde Wunstorf und deren Ortsteile Blumenau, Bokeloh, Großenheidorn, Idensen, Klein Heidorn, Kolenfeld, Luthe, Mesmerode und Steinhude aufgelistet. Die Quelle der Baudenkmale ist der Denkmalatlas Niedersachsen. Der Stand der Liste ist der 29. November 2021.

## Allgemein
In den Spalten befinden sich folgende Informationen:
- Lage: die Adresse des Baudenkmales und die geographischen Koordinaten. Kartenansicht, um Koordinaten zu setzen. In der Kartenansicht sind Baudenkmale ohne Koordinaten mit einem roten Marker dargestellt und können in der Karte gesetzt werden. Baudenkmale ohne Bild sind mit einem blauen Marker gekennzeichnet, Baudenkmale mit Bild mit einem grünen Marker.
- Bezeichnung: Bezeichnung des Baudenkmales
- Beschreibung: die Beschreibung des Baudenkmales. Unter § 3 Abs. 2 NDSchG werden Einzeldenkmale und unter § 3 Abs. 3 NDSchG Gruppen baulicher Anlagen und deren Bestandteile ausgewiesen.
- ID: die Objekt-ID des Baudenkmales
- Bild: ein Bild des Baudenkmales, ggf. zusätzlich mit einem Link zu weiteren Fotos des Baudenkmals im Medienarchiv Wikimedia Commons. Wenn man auf das Kamerasymbol klickt, können Fotos zu Baudenkmalen aus dieser Liste hochgeladen werden:

## Geschichte
Wahrscheinlich entwickelte sich Wunstorf aus einem Kanonissenstift, welches Bischof Dietrich von Minden im Jahr 865 gründete. Der genaue Standort des Stiftes ist unbekannt. Schon im Jahr 1181 wurde Wunstorf als Stadt bezeichnet.

## Blumenau

### Gruppe: Gutsanlage Leinechaussee 1
Baudenkmal (Gruppe):

| Lage                                      | Bezeichnung                | Beschreibung | ID       | Bild |
| ----------------------------------------- | -------------------------- | ------------ | -------- | ---- |
| Leinechaussee 1 52° 26′ 2″ N, 9° 27′ 2″ O | Gutsanlage Leinechaussee 1 |              | 30989299 | BW   |

Baudenkmale (Einzeln):

| Lage                                      | Bezeichnung | Beschreibung | ID       | Bild |
| ----------------------------------------- | ----------- | --- | -------- | ---- |
| Leinechaussee 1 52° 26′ 2″ N, 9° 27′ 7″ O | Herrenhaus  | Das Schloss Blumenau wurde ab 1865 als Landsitz des hannoverschen Königshauses erbaut. Es ist im Stil des britischen „castle style“ erbaut worden, wobei auch einheimische Stile zu finden sind. Das Gebäude ist ein Winkelbau mit einem oktogonalen Turm in der Mitte. | 30989756 |      |
| Leinechaussee 1 52° 26′ 1″ N, 9° 27′ 4″ O | Park        | | 30989776 | BW   |

### Gruppe: Hofanlage, Leinechaussee 11
Baudenkmal (Gruppe):

| Lage                                        | Bezeichnung                 | Beschreibung | ID       | Bild |
| ------------------------------------------- | --------------------------- | ------------ | -------- | ---- |
| Leinechaussee 11 52° 26′ 9″ N, 9° 26′ 56″ O | Hofanlage, Leinechaussee 11 |              | 30989286 |      |

Baudenkmale (Einzeln):

| Lage                                         | Bezeichnung              | Beschreibung                                               | ID       | Bild |
| -------------------------------------------- | ------------------------ | ---------------------------------------------------------- | -------- | ---- |
| Leinechaussee 11 52° 26′ 9″ N, 9° 26′ 57″ O  | Wohnhaus                 | Das Amtshaus als Teil eines Amthofes wurde um 1750 erbaut. | 30989711 |      |
| Leinechaussee 11 52° 26′ 10″ N, 9° 26′ 56″ O | Wohn-/Wirtschaftsgebäude |                                                            | 30991708 |      |
| Leinechaussee 11 52° 26′ 9″ N, 9° 26′ 54″ O  | Wirtschaftsgebäude       |                                                            | 30989735 |      |

### Einzelbaudenkmale
| Lage                                        | Bezeichnung              | Beschreibung                                  | ID       | Bild |
| ------------------------------------------- | ------------------------ | --------------------------------------------- | -------- | ---- |
| Leinechaussee 5/7 52° 26′ 6″ N, 9° 27′ 7″ O | Wohn-/Wirtschaftsgebäude | Die Krugwirtschaft wurde um 1806 erbaut.      | 30989673 | BW   |
| Leinechaussee 27 52° 26′ 6″ N, 9° 27′ 10″ O | Feuerwehrgerätehaus      | Das Feuerwehrgerätehaus wurde um 1800 erbaut. | 30989656 | BW   |

## Bokeloh

### Einzelbaudenkmale
| Lage                                             | Bezeichnung              | Beschreibung                            | ID       | Bild           |
| ------------------------------------------------ | ------------------------ | --------------------------------------- | -------- | -------------- |
| Alte Dorfstraße 52° 24′ 51″ N, 9° 22′ 47″ O      | Brücke                   | Brücke und Mühlenwehr                   | 30989812 | BW             |
| Alte Dorfstraße 52° 24′ 56″ N, 9° 22′ 41″ O      | Gefallenendenkmal        | Gefallenendenkmal Bokeloh               | 30989835 | BW             |
| Alte Dorfstraße 25 52° 24′ 42″ N, 9° 22′ 48″ O   | Scheune                  |                                         | 30989852 | BW             |
| Alte Dorfstraße 27 52° 24′ 41″ N, 9° 22′ 48″ O   | Scheune                  |                                         | 30989874 | BW             |
| Alte Dorfstraße 34 52° 24′ 49″ N, 9° 22′ 46″ O   | Scheune                  |                                         | 30989896 | BW             |
| Alte Dorfstraße 52 52° 24′ 39″ N, 9° 22′ 47″ O   | Wohn-/Wirtschaftsgebäude |                                         | 30989936 | BW             |
| Schaumburger Straße 2 52° 25′ 2″ N, 9° 22′ 37″ O | Gaststätte               |                                         | 30989999 | BW             |
| Schloßstraße 22 52° 24′ 39″ N, 9° 22′ 23″ O      | Amtshaus                 | Schloss Bokeloh und ehemaliges Amtshaus | 30995291 | Weitere Bilder |
| Schloßstraße 23 52° 24′ 39″ N, 9° 22′ 26″ O      | Gefängnis                |                                         | 30990155 | BW             |
| Steinhuder Straße 1 52° 25′ 3″ N, 9° 22′ 34″ O   | Wohnhaus                 |                                         | 30990193 | BW             |
| Steinhuder Straße 3 52° 25′ 3″ N, 9° 22′ 34″ O   | Wohn-/Wirtschaftsgebäude |                                         | 30990210 | BW             |

## Großenheidorn

### Einzelbaudenkmale
| Lage                                       | Bezeichnung              | Beschreibung | ID       | Bild           |
| ------------------------------------------ | ------------------------ | --- | -------- | -------------- |
| Dorfstraße 52° 27′ 29″ N, 9° 23′ 31″ O     | Gefallenendenkmal        | Das Gedenkmal erinnert an die Gefallenen des Ersten und des Zweiten Weltkrieges. Zusammen mit der Kirche bildet es die Mitte des Dorfes.                                                         | 30990429 |                |
| Dorfstraße 21A 52° 27′ 30″ N, 9° 23′ 22″ O | Altenteil                | | 30990562 |                |
| Dorfstraße 21 52° 27′ 32″ N, 9° 23′ 21″ O  | Wohn-/Wirtschaftsgebäude | | 30990542 | BW             |
| Dorfstraße 23B 52° 27′ 32″ N, 9° 23′ 23″ O | Scheune                  | Die Längsdurchfahrtscheune (23B) wurde gemäß einer Inschrift im Jahre 1767 erbaut. Die Scheune wurde 1990 zu einem Wohnhaus umgebaut.                                                            | 30990621 | BW             |
| Dorfstraße 23 52° 27′ 32″ N, 9° 23′ 25″ O  | Altenteil                | Der Altenteiler wurde 1796 erbaut | 30990644 | BW             |
| Dorfstraße 41 52° 27′ 30″ N, 9° 23′ 38″ O  | Wohn-/Wirtschaftsgebäude | | 30990664 | BW             |
| Klosterstraße 52° 27′ 28″ N, 9° 23′ 31″ O  | Kapelle                  | Die Thomas-Kirche Großenheidorn stammt vermutlich aus dem 15. Jahrhundert, wurde aber 1691 und 1956 umgebaut. Die Kanzel stammt aus dem Jahr 1625, ansonsten ist die Kirche modern ausgestattet. | 30990681 | Weitere Bilder |

## Idensen

### Gruppe: Sigwardskirche und Kirchhof
Baudenkmal (Gruppe):

| Lage                                               | Bezeichnung                 | Beschreibung | ID       | Bild |
| -------------------------------------------------- | --------------------------- | ------------ | -------- | ---- |
| An der Sigwardskirche 3 52° 24′ 8″ N, 9° 21′ 20″ O | Sigwardskirche und Kirchhof |              | 30989360 | BW   |

Baudenkmale (Einzeln):

| Lage                                               | Bezeichnung | Beschreibung | ID       | Bild           |
| -------------------------------------------------- | ----------- | --- | -------- | -------------- |
| An der Sigwardskirche 3 52° 24′ 8″ N, 9° 21′ 20″ O | Kirche      | Die Sigwardskirche wurde von 1129 bis 1134 erbaut. Der Bauherr war der Bischof Sigward von Minden. Der hannoversche Baurat Conrad Wilhelm Hase konnte 1888 den drohenden Abbruch der Sigwardskirche verhindern und errichtete einen neugotischen Neubau gegenüber. So blieb ein bedeutender Sakralbau des 12. Jahrhunderts erhalten. In den Jahren 1930 bis 1934 wurde die Ausmalung schließlich komplett freigelegt. Seitdem werden kontinuierlich aufwendige Sanierungs- und Erhaltungsmaßnahmen durchgeführt. | 30995265 | Weitere Bilder |
| An der Sigwardskirche 3 52° 24′ 7″ N, 9° 21′ 19″ O | Kirchhof    | | 30990715 | BW             |
| An der Sigwardskirche 3 52° 24′ 7″ N, 9° 21′ 20″ O | Gedenkstein | | 30990733 | Weitere Bilder |

### Einzelbaudenkmale
| Lage                                               | Bezeichnung              | Beschreibung | ID       | Bild           |
| -------------------------------------------------- | ------------------------ | --- | -------- | -------------- |
| An der Sigwardskirche 4 52° 24′ 6″ N, 9° 21′ 21″ O | Neue Kirche              | Die Kirche wurde von 1887 bis 1888 nach einem Entwurf von Conrad Wilhelm Hase erbaut. Es ist ein Saalbau mit drei Schiffen. Im Inneren befinden sich unter anderem zwei Gemälde aus der alten Kirche. | 30995223 | Weitere Bilder |
| Brinkstraße 52° 23′ 52″ N, 9° 21′ 18″ O            | Gefallenendenkmal        | Die Ehrenanlage gedenkt der Gefallenen des Ersten Weltkrieges. | 30990751 | BW             |
| Brinkstraße 2 52° 24′ 7″ N, 9° 21′ 15″ O           | Pfarrhaus                | Das Baujahr des alten Pfarrhauses ist unbekannt. Eine zwischen dem alten und neuen Pfarrhaus erbaute Scheune ist laut Torinschrift aus dem Jahr 1785.                                                 | 30990790 | BW             |
| Brinkstraße 2 52° 24′ 7″ N, 9° 21′ 15″ O           | Pfarrhaus                | Das neue Pfarrhaus ist aus dem Jahr 1911. | 30990768 | BW             |
| Brinkstraße 9 52° 24′ 0″ N, 9° 21′ 20″ O           | Wohn-/Wirtschaftsgebäude | | 30990846 | BW             |
| Brinkstraße 14 52° 23′ 59″ N, 9° 21′ 16″ O         | Wohn-/Wirtschaftsgebäude | | 30990866 | BW             |
| Brinkstraße 14 52° 24′ 0″ N, 9° 21′ 17″ O          | Scheune                  | | 30990886 | BW             |
| Brinkstraße 20A 52° 23′ 55″ N, 9° 21′ 15″ O        | Wohn-/Wirtschaftsgebäude | | 30990906 | BW             |
| Unter den Linden 1 52° 24′ 1″ N, 9° 21′ 20″ O      | Wohn-/Wirtschaftsgebäude | | 30990926 | BW             |
| Unter den Linden 5 52° 24′ 1″ N, 9° 21′ 26″ O      | Wohn-/Wirtschaftsgebäude | | 30990946 | BW             |

## Klein Heidorn

### Einzelbaudenkmale
| Lage                                      | Bezeichnung | Beschreibung | ID       | Bild |
| ----------------------------------------- | ----------- | --- | -------- | ---- |
| Stiefelholz 3 52° 26′ 50″ N, 9° 26′ 18″ O | Villa       | Die Villa wurde im Landhausstil vor dem Jahr 1896 erbaut. Die Villa mit einem Eckturm gehört wahrscheinlich zur Ziegelei auf dem Nachbargelände. | 30991097 |      |

## Kolenfeld

### Gruppe: Kirchenanlage Kirchdamm 17
Baudenkmal (Gruppe):

| Lage                      | Bezeichnung                | Beschreibung | ID       | Bild |
| ------------------------- | -------------------------- | ------------ | -------- | ---- |
| 52° 23′ 5″ N, 9° 27′ 5″ O | Kirchenanlage Kirchdamm 17 |              | 30989402 | BW   |

Baudenkmale (Einzeln):

| Lage                                   | Bezeichnung | Beschreibung | ID       | Bild |
| -------------------------------------- | ----------- | --- | -------- | ---- |
| Kirchdamm 17 52° 23′ 5″ N, 9° 27′ 6″ O | Kirche      | Die Kirche wurde von 1743 bis 1747 erbaut, der Westturm stammt aus dem 12. Jahrhundert. Es ist ein verputzter Bruchsteinbau im barocken Stil. Im Inneren befindet sich als Decke eine Flachtonne, an drei Seiten befindet sich eine Empore. Der Kanzelaltar ist laut einer Inschrift aus dem Jahr 1747. Die Taufe aus Sandstein wurde 1651 erstellt. In der Kirche befinden sich Grabsteine aus der Mitte des 17. Jahrhunderts. | 30991261 |      |
| Kirchdamm 17 52° 23′ 4″ N, 9° 27′ 6″ O | Kirchhof    | | 30991281 | BW   |

### Gruppe: Hofanlage Schwalenbergstraße 11
Baudenkmal (Gruppe):

| Lage                                              | Bezeichnung                     | Beschreibung | ID       | Bild |
| ------------------------------------------------- | ------------------------------- | ------------ | -------- | ---- |
| Schwalenbergstraße 11 52° 23′ 20″ N, 9° 27′ 11″ O | Hofanlage Schwalenbergstraße 11 |              | 30989423 | BW   |

Baudenkmale (Einzeln):

| Lage                                              | Bezeichnung | Beschreibung | ID       | Bild |
| ------------------------------------------------- | ----------- | ------------ | -------- | ---- |
| Schwalenbergstraße 11 52° 23′ 20″ N, 9° 27′ 11″ O | Scheune     |              | 37841284 | BW   |
| Schwalenbergstraße 11 52° 23′ 20″ N, 9° 27′ 12″ O | Wohnhaus    |              | 30991487 | BW   |
| Schwalenbergstraße 11 52° 23′ 21″ N, 9° 27′ 12″ O | Stall       |              | 30991507 | BW   |

### Gruppe: Gutsanlage Mönchehof
Baudenkmal (Gruppe):

| Lage                        | Bezeichnung          | Beschreibung | ID       | Bild |
| --------------------------- | -------------------- | ------------ | -------- | ---- |
| 52° 23′ 32″ N, 9° 27′ 32″ O | Gutsanlage Mönchehof |              | 30989412 | BW   |

Baudenkmale (Einzeln):

| Lage                                             | Bezeichnung | Beschreibung | ID       | Bild |
| ------------------------------------------------ | ----------- | --- | -------- | ---- |
| Wunstorfer Straße 19 52° 23′ 31″ N, 9° 27′ 27″ O | Stall       | | 30991413 | BW   |
| Wunstorfer Straße 19 52° 23′ 31″ N, 9° 27′ 29″ O | Herrenhaus  | | 30991353 | BW   |
| Wunstorfer Straße 19 52° 23′ 29″ N, 9° 27′ 30″ O | Taubenhaus  | Der Taubenturm wurde 1789 erbaut. Es ist ein achteckiger Fachwerkbau mit zwei Geschossen. Das obere Geschoss ist vorkragend. Das ebenfalls achteckige Dach trägt an der Spitze eine Kugel mit einer Stange. Der Taubenturm wurde 1993 renoviert. | 30991393 | BW   |
| Wunstorfer Straße 19 52° 23′ 28″ N, 9° 27′ 32″ O | Scheune     | Das heutige Herrenhaus wurde 1789 erbaut. Es ist ein zweigeschossiger, traufständiger Bau mit einem Satteldach. In dem langgestreckten Haus befand sich auch die Wohnung des Pächters, Gesinderäume und Wirtschaftsräume. Hinzu kommt noch ein Kuhstall. Schon bald nach dem Bau gab es Schäden am Gebäude, sodass das zweite Geschoss bis auf den Mitteltrakt abgetragen wurde. Der Kuhstall wurde inzwischen zu einem Wohnhaus umgebaut. | 30991373 | BW   |

### Einzelbaudenkmal
| Lage                                            | Bezeichnung              | Beschreibung | ID       | Bild |
| ----------------------------------------------- | ------------------------ | ------------ | -------- | ---- |
| Hessischer Damm 1 52° 23′ 15″ N, 9° 27′ 6″ O    | Wohn-/Wirtschaftsgebäude |              | 30991131 | BW   |
| Kirchdamm 52° 23′ 9″ N, 9° 27′ 5″ O             | Gefallenendenkmal        |              | 30991165 | BW   |
| Kirchdamm 13 52° 23′ 8″ N, 9° 27′ 7″ O          | Schule                   |              | 30991215 | BW   |
| Kirchdamm 14 52° 23′ 8″ N, 9° 27′ 4″ O          | Pfarrhaus                | Gemeindehaus | 30991239 | BW   |
| Kirchdamm 18 52° 23′ 4″ N, 9° 27′ 1″ O          | Scheune                  |              | 30991336 | BW   |
| Schwalenbergstraße 2 52° 23′ 18″ N, 9° 27′ 9″ O | Wohnhaus                 |              | 30991451 | BW   |
| Schwalenbergstraße 4 52° 23′ 19″ N, 9° 27′ 8″ O | Wohn-/Wirtschaftsgebäude |              | 30991470 | BW   |
| Zur Maate 5 52° 23′ 21″ N, 9° 27′ 1″ O          | Wohn-/Geschäftshaus      |              | 30991525 | BW   |

## Liethe

### Gruppe: Gutsanlage Von-dem-Bussche-Allee
Baudenkmal (Gruppe):

| Lage                                                 | Bezeichnung                      | Beschreibung | ID       | Bild |
| ---------------------------------------------------- | -------------------------------- | ------------ | -------- | ---- |
| Von-dem-Bussche-Allee 10 52° 26′ 49″ N, 9° 27′ 26″ O | Gutsanlage Von-dem-Bussche-Allee |              | 30989433 |      |

Baudenkmale (Einzeln):

| Lage                                                 | Bezeichnung | Beschreibung | ID       | Bild |
| ---------------------------------------------------- | ----------- | ------------ | -------- | ---- |
| Von-dem-Bussche-Allee 10 52° 26′ 49″ N, 9° 27′ 26″ O | Herrenhaus  |              | 30991559 |      |
| Von-dem-Bussche-Allee 10 52° 26′ 49″ N, 9° 27′ 26″ O | Gutspark    |              | 30991599 | BW   |

## Luthe

### Gruppe: Hofanlage Hauptstraße 21
Baudenkmal (Gruppe):

| Lage                                       | Bezeichnung              | Beschreibung                                                                           | ID       | Bild |
| ------------------------------------------ | ------------------------ | -------------------------------------------------------------------------------------- | -------- | ---- |
| Hauptstraße 21 52° 25′ 36″ N, 9° 28′ 34″ O | Hofanlage Hauptstraße 21 | Der Hof besteht aus Scheune, Stall und einem Vierständerhallenhaus aus dem Jahre 1808. | 30989444 |      |

Baudenkmale (Einzeln):

| Lage                                           | Bezeichnung              | Beschreibung | ID       | Bild |
| ---------------------------------------------- | ------------------------ | ------------ | -------- | ---- |
| Hauptstraße 21 52° 25′ 36″ N, 9° 27′ 57″ O     | Wohn-/Wirtschaftsgebäude |              | 30991652 | BW   |
| Hauptstraße 21a, b 52° 25′ 36″ N, 9° 27′ 58″ O | Scheune                  |              | 30991672 | BW   |

### Einzelbaudenkmale
| Lage                                                    | Bezeichnung              | Beschreibung | ID       | Bild           |
| ------------------------------------------------------- | ------------------------ | --- | -------- | -------------- |
| Adolf-Oesterheld-Straße 2 52° 25′ 35″ N, 9° 28′ 7″ O    | Wohn-/Wirtschaftsgebäude | Das Vierständerhaus wurde im Jahre 1799 erbaut. | 30991635 |                |
| Friedhofsstraße 11 52° 25′ 56″ N, 9° 28′ 31″ O          | Kapelle                  | Der Friedhof wurde im 19. Jahrhundert angelegt. Die Kapelle am Eingang wurde um 1880 erbaut. | 30991617 |                |
| Friedhofsstraße 11 52° 25′ 56″ N, 9° 28′ 31″ O          | Baumbestand              | Der Friedhof wurde im 19. Jahrhundert angelegt. Dazu gehören drei Linden. | 30997207 |                |
| Hauptstraße 45 52° 25′ 38″ N, 9° 28′ 21″ O              | Gasthaus                 | | 37301950 | BW             |
| Im Winkel 1 52° 25′ 40″ N, 9° 28′ 19″ O                 | Wohn-/Wirtschaftsgebäude | Das Gebäude wurde laut einer Inschrift im Jahre 1856 erbaut. | 30991746 |                |
| Kirchplatz 1 52° 25′ 52″ N, 9° 28′ 40″ O                | Kirche                   | Die evangelische Kirche wurde von 1819 bis 1820 erbaut, dabei wurde der gotische Turm aus der Zeit um 1490/1495 in den Bau mit eingezogen. Im Inneren befindet sich eine Taufe aus dem Jahr 1639. Die Orgel hat Ph. Furtwängler 1849 aus Elze erbaut.                                                                            | 30991797 |                |
| Kirchplatz 2 52° 25′ 51″ N, 9° 28′ 38″ O                | Schule                   | Beide Gebäude waren wahrscheinlich Schulen. Das Haus Nr. 2 wurde 1900/1901 erbaut. | 30991814 |                |
| Kirchplatz 4 52° 25′ 51″ N, 9° 28′ 41″ O                | Schule                   | Beide Gebäude waren wahrscheinlich Schulen. Das Haus Nr. 4 von 1887 bis 1889. | 30991831 |                |
| Kirchplatz 6 52° 25′ 53″ N, 9° 28′ 41″ O                | Pfarrhaus                | Nach einem Brand wurde das Pfarrhaus im Jahre 1766 erbaut. Es ist ein zweigeschossiges, traufständiges Haus mit einem Walmdach. | 30991883 |                |
| Kirchplatz 52° 25′ 52″ N, 9° 28′ 39″ O                  | Gefallenendenkmal        | Kriegerdenkmal 1914/18 | 30991780 |                |
| Kirchstraße 5 52° 25′ 49″ N, 9° 28′ 34″ O               | Altenteil                | Das Vierständerhaus des Hofes wurde 1784 erbaut, der Altenteiler wurde 1900 errichtet. | 30991866 |                |
| Schloß Ricklinger Straße 12 52° 25′ 45″ N, 9° 28′ 42″ O | Wohn-/Wirtschaftsgebäude | Das Gebäude wurde 1847 erbaut. | 30991917 |                |
| Seeweg 4 52° 25′ 51″ N, 9° 28′ 43″ O                    | Wohnhaus                 | Das Haus aus Backstein wurde 1912 erbaut. Der Anbau hinter dem Haus erfolgte vor 1920. | 30991934 |                |
| Am Leineufer 52° 25′ 33″ N, 9° 29′ 59″ O                | Brücke über WL Leine     | Die Von-Woyna-Brücke führt über die Leine zum Garbsener Ortsteil Schloss Ricklingen. Die Stahlbogenbrücke wurde zwischen 1894 und 1897 erbaut. Es ist eine sogenannte Halbparabel-Trägerbrücke mit einem Ständerfachwerk. Von 1988 bis 1990 wurde die Brücke saniert, die Nieten wurden ersetzt und die Fahrbahn wurde erneuert. | 36502589 | Weitere Bilder |
| Am Leineufer 52° 25′ 28″ N, 9° 29′ 58″ O                | Allee                    | Von beiden Uferseiten führen Alleen auf die Von-Woyna-Brücke und den Leineübergang und stellen in ihrer markanten Ausprägung ein landschaftsprägendes Element dar. | 36502612 |                |

## Mesmerode

### Gruppe: Hofanlage Auhagener Straße 19
Baudenkmal (Gruppe):

| Lage                                            | Bezeichnung                   | Beschreibung | ID       | Bild |
| ----------------------------------------------- | ----------------------------- | ------------ | -------- | ---- |
| Auhagener Straße 19 52° 24′ 42″ N, 9° 20′ 51″ O | Hofanlage Auhagener Straße 19 |              | 30989455 | BW   |

Baudenkmale (Einzeln):

| Lage                                            | Bezeichnung              | Beschreibung | ID       | Bild |
| ----------------------------------------------- | ------------------------ | ------------ | -------- | ---- |
| Auhagener Straße 19 52° 24′ 42″ N, 9° 20′ 52″ O | Stall                    |              | 30992176 | BW   |
| Auhagener Straße 19 52° 24′ 42″ N, 9° 20′ 51″ O | Wohn-/Wirtschaftsgebäude |              | 30992128 | BW   |
| Auhagener Straße 19 52° 24′ 42″ N, 9° 20′ 50″ O | Scheune                  |              | 30992153 | BW   |

### Einzelbaudenkmale
| Lage                                            | Bezeichnung              | Beschreibung              | ID       | Bild |
| ----------------------------------------------- | ------------------------ | ------------------------- | -------- | ---- |
| Auf der Worth 52° 24′ 43″ N, 9° 21′ 11″ O       | Gefallenendenkmal        |                           | 30992001 | BW   |
| Auf der Worth 14 52° 24′ 40″ N, 9° 21′ 19″ O    | Wagenschauer             |                           | 30992018 | BW   |
| Auf der Worth 14 52° 24′ 39″ N, 9° 21′ 19″ O    | Scheune                  |                           | 30992040 | BW   |
| Auf der Worth 17 52° 24′ 42″ N, 9° 21′ 19″ O    | Wohn-/Wirtschaftsgebäude |                           | 30992062 | BW   |
| Auf der Worth 22 52° 24′ 41″ N, 9° 21′ 25″ O    | Wohn-/Wirtschaftsgebäude |                           | 30992084 | BW   |
| Bokeloher Straße 52° 24′ 47″ N, 9° 21′ 9″ O     | Grabstelle               | Grabstelle Busch/Heinecke | 30992258 | BW   |
| Bokeloher Straße 10 52° 24′ 44″ N, 9° 21′ 24″ O | Scheune                  |                           | 30992236 | BW   |

## Steinhude

### Gruppe: Scheunenviertel Steinhude
Baudenkmal (Gruppe):

| Lage                                 | Bezeichnung               | Beschreibung | ID       | Bild           |
| ------------------------------------ | ------------------------- | --- | -------- | -------------- |
| Am Graben 52° 27′ 9″ N, 9° 21′ 13″ O | Scheunenviertel Steinhude | Die Scheunen wurden in der Mitte des 18. Jahrhunderts erbaut. Diese lagen am Rande der Ortschaft, im Falle eines Feuers sollte nicht der gesamte Ort abbrennen. Hier wurde Korn gelagert. Im Jahre 1997 wurden die Scheunen renoviert, seitdem befinden sich hier Läden. Hier befinden sich auch Scheunen aus anderen Orten, die hierher gebracht wurden. | 30989618 | Weitere Bilder |

Baudenkmale (Einzeln):

| Lage                                    | Bezeichnung | Beschreibung | ID       | Bild |
| --------------------------------------- | ----------- | ------------ | -------- | ---- |
| Am Graben 4 52° 27′ 10″ N, 9° 21′ 12″ O | Scheune     |              | 30992348 |      |
| Am Graben 6 52° 27′ 10″ N, 9° 21′ 12″ O | Scheune     |              | 30992371 |      |
| Am Graben 10 52° 27′ 9″ N, 9° 21′ 11″ O | Scheune     |              | 30992394 |      |
| Meerstraße 9 52° 27′ 8″ N, 9° 21′ 14″ O | Scheune     |              | 30992578 |      |

### Gruppe: Ackerbürgerhäuser Neuer Winkel
Baudenkmal (Gruppe):

| Lage                                    | Bezeichnung                    | Beschreibung | ID       | Bild |
| --------------------------------------- | ------------------------------ | ------------ | -------- | ---- |
| Neuer Winkel 52° 27′ 18″ N, 9° 21′ 9″ O | Ackerbürgerhäuser Neuer Winkel |              | 30989476 |      |

Baudenkmale (Einzeln):

| Lage                                       | Bezeichnung              | Beschreibung | ID       | Bild |
| ------------------------------------------ | ------------------------ | --- | -------- | ---- |
| Neuer Winkel 5 52° 27′ 18″ N, 9° 21′ 7″ O  | Wohn-/Wirtschaftsgebäude | Das Ackerbürgerhaus wurde um 1850 erbaut. Es ist ein giebelständiges, eingeschossiges Haus mit einem Satteldach.                                                  | 30992616 |      |
| Neuer Winkel 7 52° 27′ 18″ N, 9° 21′ 8″ O  | Wohn-/Wirtschaftsgebäude | Das Ackerbürgerhaus wurde um 1850 erbaut. Es ist ein giebelständiges, eingeschossiges Haus mit einem Satteldach.                                                  | 30992639 |      |
| Neuer Winkel 9 52° 27′ 18″ N, 9° 21′ 8″ O  | Wohn-/Wirtschaftsgebäude | Das Ackerbürgerhaus wurde um 1850 erbaut. Es ist ein giebelständiges, eingeschossiges Haus mit einem Satteldach.                                                  | 30992662 |      |
| Neuer Winkel 11 52° 27′ 19″ N, 9° 21′ 9″ O | Wohn-/Wirtschaftsgebäude | Das Ackerbürgerhaus wurde um 1850 erbaut. Es ist ein giebelständiges, eingeschossiges Haus mit einem Satteldach. Jetzt Neubau mit vorgeblendeter Fachwerkfassade. | 30992685 |      |
| Neuer Winkel 13 52° 27′ 19″ N, 9° 21′ 9″ O | Wohn-/Wirtschaftsgebäude | | 30992723 |      |

### Einzelbaudenkmale
| Lage                                               | Bezeichnung              | Beschreibung | ID       | Bild           |
| -------------------------------------------------- | ------------------------ | --- | -------- | -------------- |
| Am Anger 52° 27′ 20″ N, 9° 21′ 25″ O               | Kirche                   | Die Petruskirche Steinhude wurde von 1804 bis 1854 erbaut. Der Turm ist im Dach integriert. Im Inneren befindet sich ein Opferstock aus dem Jahr 1614 und ein Bild mit der Kreuzabnahme, dieses Bild ist um 1800 entstanden.                                       | 30992296 | Weitere Bilder |
| Am Anger 3 52° 27′ 18″ N, 9° 21′ 17″ O             | Wohn-/Wirtschaftsgebäude | Das Ackerbürgerhaus wurde Ende des 18. Jahrhunderts erbaut. | 30992470 |                |
| Am Friedhof 52° 27′ 19″ N, 9° 21′ 41″ O            | Grabstelle               | Der Friedhof wird ab etwa 1830 belegt. Es existieren Stelen aus dem 19. Jahrhundert. Hier die Grabstätte Seegers aus dem 20. Jahrhundert. | 30992331 |                |
| Am Friedhof 52° 27′ 19″ N, 9° 21′ 41″ O            | Grabstelle               | Grabstelle Fam. Schweer | 30992314 |                |
| An der Friedenseiche 52° 27′ 15″ N, 9° 21′ 15″ O   | Gedenkstätte             | Gefallenendenkmal Steinhude | 30992417 |                |
| An der Friedenseiche 52° 27′ 15″ N, 9° 21′ 15″ O   | Baum                     | | 30997607 |                |
| An der Windmühle 52° 27′ 13″ N, 9° 22′ 7″ O        | Windmühle                | Die Windmühle Paula ist ein Erdholländer und wurde 1871 in Broitzem erbaut. Im Jahre 1911 wurde die Mühle hierher gebracht, die Vorgängermühle aus dem Jahr 1670 war abgebrannt. Die Mühle war bis 1979 im Betrieb, die Einrichtung ist noch heute funktionsfähig. | 30992435 | Weitere Bilder |
| Graf-Wilhelm-Straße 6 52° 27′ 15″ N, 9° 21′ 8″ O   | Wohnwirtschaftsgebäude   | Das Wohnwirtschaftsgebäude ist im Jahre 1750 erbaut worden und somit eins der ältesten Gebäude von Steinhude. | 30992510 |                |
| Graf-Wilhelm-Straße 10 52° 27′ 14″ N, 9° 21′ 8″ O  | Fabrikgebäude            | In dem Haus Graf-Wilhelm-Straße 10 befindet sich ein Mangel. In Steinhude befand sich mal eine bedeutende Leinenverarbeitung, die Mangel dokumentiert das. | 30992197 |                |
| Graf-Wilhelm-Straße 17 52° 27′ 15″ N, 9° 21′ 13″ O | Pfarrhaus                | Das Pfarrhaus wurde 1751 (Inschrift) erbaut. Es ist ein zweigeschossiges, giebelständiges Wohnhaus mit einem Krüppelwalmdach. | 30992527 |                |
| Im Sandbrinke 16 52° 27′ 2″ N, 9° 21′ 21″ O        | Villa                    | Die Villa wurde um 1900 erbaut. | 30992561 | BW             |
| Steenewark 17 52° 27′ 33″ N, 9° 21′ 29″ O          | Wohnhaus                 | Das Wochenendhaus wurde 1910 von Karl Siebrecht für die hannoversche Familie Stichweh gebaut. Das im Landhausstil erbaute Haus wurde aber im Laufe der Zeit verändert.                                                                                             | 30995796 |                |
| Steinhuder Meer 52° 27′ 20″ N, 9° 20′ 52″ O        | Festung                  | Die Festung Wilhelmstein wurde auf einer künstlichen Insel im Steinhuder Meer im 18. Jahrhundert angelegt. | 30992789 | Weitere Bilder |

## Wunstorf

### Gruppe: Ehem. Burgmannshof Düendorfer Weg 9
Baudenkmal (Gruppe):

| Lage                                         | Bezeichnung                         | Beschreibung | ID       | Bild |
| -------------------------------------------- | ----------------------------------- | ------------ | -------- | ---- |
| Düendorfer Weg 9 52° 25′ 17″ N, 9° 25′ 53″ O | Ehem. Burgmannshof Düendorfer Weg 9 |              | 30989506 |      |

Baudenkmale (Einzeln):

| Lage                                         | Bezeichnung | Beschreibung | ID       | Bild |
| -------------------------------------------- | ----------- | ------------ | -------- | ---- |
| Düendorfer Weg 9 52° 25′ 17″ N, 9° 25′ 52″ O | Scheune     |              | 30995648 |      |
| Düendorfer Weg 9 52° 25′ 17″ N, 9° 25′ 52″ O | Wohnhaus    |              | 30993200 |      |

### Gruppe: Rittergut Düendorf
Baudenkmal (Gruppe):

| Lage                       | Bezeichnung        | Beschreibung                                                                        | ID       | Bild           |
| -------------------------- | ------------------ | ----------------------------------------------------------------------------------- | -------- | -------------- |
| 52° 24′ 22″ N, 9° 25′ 7″ O | Rittergut Düendorf | Das Rittergut Düendorf liegt etwa zwei Kilometer südlich der Altstadt von Wunstorf. | 30989339 | Weitere Bilder |

Baudenkmale (Einzeln):

| Lage                                                | Bezeichnung      | Beschreibung | ID       | Bild |
| --------------------------------------------------- | ---------------- | ------------ | -------- | ---- |
| Düendorf 10 52° 24′ 23″ N, 9° 25′ 5″ O              | Herrenhaus       |              | 30990267 |      |
| Rittergut Düendorf 10 52° 24′ 21″ N, 9° 25′ 13″ O   | Park             |              | 30990371 |      |
| Rittergut Düendorf 10 52° 24′ 21″ N, 9° 25′ 8″ O    | Scheune          | Scheune I    | 30990287 |      |
| Rittergut Düendorf 10 52° 24′ 21″ N, 9° 25′ 10″ O   | Scheune          | Scheune II   | 30990307 |      |
| Rittergut Düendorf 10 52° 24′ 24″ N, 9° 25′ 10″ O   | Scheune          | Scheune III  | 30990327 |      |
| Rittergut Düendorf 10 52° 24′ 25″ N, 9° 25′ 11″ O   | Scheune          | Scheune IV   | 30990349 |      |
| Rittergut Düendorf 10 52° 24′ 20″ N, 9° 25′ 10″ O   | Scheune          | Scheune V    | 30990409 |      |
| Rittergut Düendorf 1, 3 52° 24′ 23″ N, 9° 25′ 15″ O | Landarbeiterhaus |              | 30990389 |      |

### Gruppe: Wohnhäuser Melanchthonstraße
Baudenkmal (Gruppe):

| Lage                                          | Bezeichnung                  | Beschreibung | ID       | Bild |
| --------------------------------------------- | ---------------------------- | ------------ | -------- | ---- |
| Melanchthonstraße 52° 25′ 19″ N, 9° 25′ 48″ O | Wohnhäuser Melanchthonstraße |              | 30989556 |      |

Baudenkmale (Einzeln):

| Lage                                             | Bezeichnung | Beschreibung | ID       | Bild |
| ------------------------------------------------ | ----------- | ------------ | -------- | ---- |
| Melanchthonstraße 7 52° 25′ 20″ N, 9° 25′ 47″ O  | Wohnhaus    |              | 30993805 |      |
| Melanchthonstraße 9 52° 25′ 20″ N, 9° 25′ 47″ O  | Wohnhaus    |              | 30993823 |      |
| Melanchthonstraße 11 52° 25′ 19″ N, 9° 25′ 48″ O | Wohnhaus    |              | 30993841 |      |
| Melanchthonstraße 13 52° 25′ 19″ N, 9° 25′ 48″ O | Wohnhaus    |              | 30993876 |      |
| Melanchthonstraße 15 52° 25′ 19″ N, 9° 25′ 48″ O | Wohnhaus    |              | 30993911 |      |
| Melanchthonstraße 17 52° 25′ 19″ N, 9° 25′ 49″ O | Wohnhaus    |              | 0993929  |      |
| Melanchthonstraße 19 52° 25′ 18″ N, 9° 25′ 49″ O | Wohnhaus    |              | 30993947 |      |
| Melanchthonstraße 21 52° 25′ 18″ N, 9° 25′ 50″ O | Wohnhaus    |              | 30993965 |      |

### Gruppe: Hindenburgstraße 36
Baudenkmal (Gruppe):

| Lage                                            | Bezeichnung         | Beschreibung | ID       | Bild |
| ----------------------------------------------- | ------------------- | ------------ | -------- | ---- |
| Hindenburgstraße 36 52° 25′ 25″ N, 9° 26′ 22″ O | Hindenburgstraße 36 |              | 30989628 |      |

Baudenkmale (Einzeln):

| Lage                                            | Bezeichnung  | Beschreibung | ID       | Bild |
| ----------------------------------------------- | ------------ | ------------ | -------- | ---- |
| Hindenburgstraße 36 52° 25′ 26″ N, 9° 26′ 22″ O | Villa        |              | 30993452 |      |
| Hindenburgstraße 36 52° 25′ 25″ N, 9° 26′ 21″ O | Nebengebäude |              | 30995684 |      |

### Gruppe: Wohnhausgruppe Im Rehmoore
Baudenkmal (Gruppe):

| Lage                        | Bezeichnung                | Beschreibung | ID       | Bild |
| --------------------------- | -------------------------- | ------------ | -------- | ---- |
| 52° 25′ 35″ N, 9° 26′ 16″ O | Wohnhausgruppe Im Rehmoore |              | 49187434 |      |

Baudenkmale (Einzeln):

| Lage                                      | Bezeichnung  | Beschreibung | ID       | Bild |
| ----------------------------------------- | ------------ | ------------ | -------- | ---- |
| Im Rehmoore 1 52° 25′ 34″ N, 9° 26′ 15″ O | Wohnhaus     |              | 30993495 |      |
| Im Rehmoore 1 52° 25′ 34″ N, 9° 26′ 14″ O | Nebengebäude |              | 30997190 |      |
| Im Rehmoore 2 52° 25′ 35″ N, 9° 26′ 17″ O | Wohnhaus     |              | 30993513 |      |
| Im Rehmoore 2 52° 25′ 35″ N, 9° 26′ 17″ O | Nebengebäude |              | 30997173 |      |

### Gruppe: Wohn-/Geschäftshäuser Lange Str./Mittelstr.
Baudenkmal (Gruppe):

| Lage                                              | Bezeichnung                                 | Beschreibung | ID       | Bild |
| ------------------------------------------------- | ------------------------------------------- | ------------ | -------- | ---- |
| Lange Str./Mittelstr. 52° 25′ 32″ N, 9° 25′ 38″ O | Wohn-/Geschäftshäuser Lange Str./Mittelstr. |              | 30989536 |      |

Baudenkmale (Einzeln):

| Lage                                        | Bezeichnung              | Beschreibung | ID       | Bild |
| ------------------------------------------- | ------------------------ | --- | -------- | ---- |
| Lange Straße 13 52° 25′ 33″ N, 9° 25′ 38″ O | Wohn-/Wirtschaftsgebäude | Fachwerkgiebelhaus mit mehrfach vorkragendem Giebel, um 1600 errichtet. Das Erdgeschoss durch Ladeneinbauten empfindlich gestört. | 30993582 |      |
| Mittelstraße 3 52° 25′ 31″ N, 9° 25′ 39″ O  | Wohnhaus                 | | 30993999 |      |
| Lange Straße 15 52° 25′ 33″ N, 9° 25′ 37″ O | Wohnhaus                 | Fachwerkbau mit mehrfach vorkragendem Giebel und Erkervorbau, bezeichnet 1604. Das Erdgeschoss durch Ladeneinbau verändert.       | 30993602 |      |
| Lange Straße 17 52° 25′ 33″ N, 9° 25′ 37″ O | Wohnhaus                 | Fachwerkgiebelhaus, bezeichnet 1534. Eines der ältesten Bürgerhäuser Wunstorfs.                                                   | 30993629 |      |

### Gruppe: Wohnhäuser Lange Straße 78, 80, 82
Baudenkmal (Gruppe):

| Lage                                                           | Bezeichnung                        | Beschreibung | ID       | Bild |
| -------------------------------------------------------------- | ---------------------------------- | ------------ | -------- | ---- |
| Wohnhäuser Lange Straße 78, 80, 82 52° 25′ 31″ N, 9° 25′ 20″ O | Wohnhäuser Lange Straße 78, 80, 82 |              | 30989546 |      |

Baudenkmale (Einzeln):

| Lage                                        | Bezeichnung | Beschreibung                                                                     | ID       | Bild |
| ------------------------------------------- | ----------- | -------------------------------------------------------------------------------- | -------- | ---- |
| Lange Straße 78 52° 25′ 30″ N, 9° 25′ 21″ O | Wohnhaus    | Querdielenhaus mit Zwerchhaus, wohl frühes 19. Jh.                               | 30993700 |      |
| Lange Straße 80 52° 25′ 30″ N, 9° 25′ 20″ O | Wohnhaus    | Querdielenhaus mit Zwerchhaus, wohl frühes 19. Jh.                               | 30993718 |      |
| Lange Straße 82 52° 25′ 30″ N, 9° 25′ 20″ O | Wohnhaus    | Eingeschossiges giebelständiges Fachwerk-Dielenhaus des frühen 19. Jahrhunderts. | 30993736 |      |

### Gruppe: Nordstraße
Baudenkmal (Gruppe):

| Lage                                                         | Bezeichnung | Beschreibung | ID       | Bild |
| ------------------------------------------------------------ | ----------- | --- | -------- | ---- |
| Nordstraße 1–17, Lange Straße 12 52° 25′ 36″ N, 9° 25′ 37″ O | Nordstraße  | Schlichte, zumeist traufständige Fachwerkbauten des 19. Jahrhunderts. Nr. 16 2008 abgebrochen und durch Neubau ersetzt. | 30989526 |      |

Baudenkmale (Einzeln):

| Lage                                        | Bezeichnung              | Beschreibung                              | ID       | Bild |
| ------------------------------------------- | ------------------------ | ----------------------------------------- | -------- | ---- |
| Lange Straße 12 52° 25′ 34″ N, 9° 25′ 39″ O | Gasthaus                 | Der Ratskeller wurde um 1520/1521 erbaut. | 30995244 |      |
| Nordstraße 1a 52° 25′ 35″ N, 9° 25′ 38″ O   | Wohnhaus                 |                                           | 30994239 |      |
| Nordstraße 3 52° 25′ 35″ N, 9° 25′ 38″ O    | Wohnhaus                 |                                           | 30994257 |      |
| Nordstraße 5 52° 25′ 35″ N, 9° 25′ 38″ O    | Wohnhaus                 |                                           | 30994275 |      |
| Nordstraße 7 52° 25′ 35″ N, 9° 25′ 37″ O    | Wohnhaus                 |                                           | 30994293 |      |
| Nordstraße 9 52° 25′ 36″ N, 9° 25′ 37″ O    | Wohnhaus                 |                                           | 30994311 |      |
| Nordstraße 11 52° 25′ 36″ N, 9° 25′ 36″ O   | Wohn-/Wirtschaftsgebäude |                                           | 30994345 |      |
| Nordstraße 13 52° 25′ 36″ N, 9° 25′ 36″ O   | Wohnhaus                 |                                           | 30994380 |      |
| Nordstraße 15 52° 25′ 37″ N, 9° 25′ 36″ O   | Wohnhaus                 |                                           | 30994398 |      |
| Nordstraße 17 52° 25′ 37″ N, 9° 25′ 36″ O   | Wohnhaus                 |                                           | 30994416 |      |

### Gruppe: Ehem. Stadtbefestigung
Baudenkmal (Gruppe):

| Lage                        | Bezeichnung            | Beschreibung | ID       | Bild |
| --------------------------- | ---------------------- | ------------ | -------- | ---- |
| 52° 25′ 37″ N, 9° 25′ 22″ O | Ehem. Stadtbefestigung |              | 30989496 | BW   |

Baudenkmale (Einzeln):

| Lage                                    | Bezeichnung | Beschreibung               | ID       | Bild |
| --------------------------------------- | ----------- | -------------------------- | -------- | ---- |
| Nordwall 52° 25′ 38″ N, 9° 25′ 29″ O    | Befestigung | Stadtbefestigung Nordwall  | 30994223 |      |
| Südwall 52° 25′ 29″ N, 9° 25′ 40″ O     | Befestigung | Stadtbefestigung Südaue    | 30992901 |      |
| Amtshausweg 52° 25′ 25″ N, 9° 25′ 17″ O | Befestigung | Stadtbefestigung Grabenaue | 30994434 |      |

### Gruppe: Wohnhäuser Neue Straße
Baudenkmal (Gruppe):

| Lage                                    | Bezeichnung            | Beschreibung | ID       | Bild |
| --------------------------------------- | ---------------------- | ------------ | -------- | ---- |
| Neue Straße 52° 25′ 33″ N, 9° 25′ 13″ O | Wohnhäuser Neue Straße |              | 30989566 |      |

Baudenkmale (Einzeln):

| Lage                                       | Bezeichnung | Beschreibung | ID       | Bild |
| ------------------------------------------ | ----------- | ------------ | -------- | ---- |
| Neue Straße 10 52° 25′ 34″ N, 9° 25′ 12″ O | Wohnhaus    |              | 30994058 |      |
| Neue Straße 12 52° 25′ 34″ N, 9° 25′ 12″ O | Wohnhaus    |              | 30994076 |      |
| Neue Straße 14 52° 25′ 33″ N, 9° 25′ 12″ O | Wohnhaus    |              | 30994094 |      |
| Neue Straße 16 52° 25′ 32″ N, 9° 25′ 12″ O | Wohnhaus    |              | 30994134 |      |

### Gruppe: Wasserzucht
Baudenkmal (Gruppe):

| Lage                                          | Bezeichnung | Beschreibung | ID       | Bild           |
| --------------------------------------------- | ----------- | ------------ | -------- | -------------- |
| Wasserzucht 10–26 52° 25′ 38″ N, 9° 25′ 41″ O | Wasserzucht |              | 30989586 | Weitere Bilder |

Baudenkmale (Einzeln):

| Lage                                       | Bezeichnung | Beschreibung | ID       | Bild |
| ------------------------------------------ | ----------- | ------------ | -------- | ---- |
| Wasserzucht 10 52° 25′ 37″ N, 9° 25′ 44″ O | Wohnhaus    |              | 30995029 |      |
| Wasserzucht 12 52° 25′ 37″ N, 9° 25′ 43″ O | Wohnhaus    |              | 30995047 |      |
| Wasserzucht 14 52° 25′ 37″ N, 9° 25′ 42″ O | Wohnhaus    |              | 30995085 |      |
| Wasserzucht 16 52° 25′ 37″ N, 9° 25′ 42″ O | Wohnhaus    |              | 30995103 |      |
| Wasserzucht 18 52° 25′ 37″ N, 9° 25′ 41″ O | Wohnhaus    |              | 30995121 |      |
| Wasserzucht 20 52° 25′ 37″ N, 9° 25′ 41″ O | Wohnhaus    |              | 30995139 |      |
| Wasserzucht 22 52° 25′ 37″ N, 9° 25′ 40″ O | Wohnhaus    |              | 30995157 |      |
| Wasserzucht 26 52° 25′ 37″ N, 9° 25′ 39″ O | Wohnhaus    |              | 30995175 |      |

### Gruppe: Kirchenanlage Stiftsstraße
Baudenkmal (Gruppe):

| Lage                                    | Bezeichnung                | Beschreibung | ID       | Bild |
| --------------------------------------- | -------------------------- | ------------ | -------- | ---- |
| Stiftstraße 52° 25′ 36″ N, 9° 25′ 51″ O | Kirchenanlage Stiftsstraße |              | 30989276 |      |

Baudenkmale (Einzeln):

| Lage                                          | Bezeichnung              | Beschreibung | ID       | Bild           |
| --------------------------------------------- | ------------------------ | --- | -------- | -------------- |
| Stiftstraße 5 52° 25′ 36″ N, 9° 25′ 49″ O     | Superintendentur         | | 30994536 |                |
| Stiftstraße 5A 52° 25′ 37″ N, 9° 25′ 50″ O    | Wohn-/Wirtschaftsgebäude | Pfarrwitwenhaus | 30994581 |                |
| Stiftstraße 5C 52° 25′ 36″ N, 9° 25′ 53″ O    | Kirche                   | Kirche St. Cosmas und Damian Wunstorf | 30995531 | Weitere Bilder |
| Stiftstraße 5C 52° 25′ 35″ N, 9° 25′ 51″ O    | Kirchhof                 | Stiftskirchhof | 30994563 |                |
| Stiftstraße 7 52° 25′ 38″ N, 9° 25′ 50″ O     | Pfarrhaus                | | 30994601 |                |
| Stiftstraße 8 52° 25′ 34″ N, 9° 25′ 49″ O     | Schule                   | | 30994621 |                |
| Stiftstraße 10 52° 25′ 34″ N, 9° 25′ 51″ O    | Wohn-/Wirtschaftsgebäude | Eingeschossiger Wandständerbau, dessen Giebel über Knaggen vorkragt. Vermutlich in der 1. Hälfte des 16. Jh. erbaut.                                           | 30994640 |                |
| Stiftstraße 11 52° 25′ 37″ N, 9° 25′ 57″ O    | Wohnhaus                 | | 30994660 |                |
| Stiftstraße 12 52° 25′ 34″ N, 9° 25′ 52″ O    | Wohnturm                 | Das Haus wird auch als Holle’sches Haus bezeichnet. 1880–81 durch Conrad Wilhelm Hase aus Mauerresten rekonstruiert.                                           | 30994679 |                |
| Stiftstraße 14/16 52° 25′ 35″ N, 9° 25′ 53″ O | Dechaneigebäude          | Die Häuser 14/16 werden als „Alte Dechenei“ bezeichnet. Nummer 14 war ein Wirtschaftsgebäude. Nummer 16 ist ein zweigeschossiges, traufständiges Fachwerkhaus. | 30994699 |                |
| Stiftstraße 18 52° 25′ 35″ N, 9° 25′ 55″ O    | Wirtschaftsgebäude       | | 30994721 |                |
| Stiftstraße 20/22 52° 25′ 36″ N, 9° 25′ 56″ O | Wohn-/Wirtschaftsgebäude | | 30994758 |                |
| Stiftstraße 24 52° 25′ 37″ N, 9° 25′ 58″ O    | Wohnhaus                 | | 30994798 |                |

### Einzelbaudenkmale
| Lage                                               | Bezeichnung              | Beschreibung | ID       | Bild           |
| -------------------------------------------------- | ------------------------ | --- | -------- | -------------- |
| Abteihof 1 52° 25′ 37″ N, 9° 25′ 40″ O             | Speicher                 | | 30995065 |                |
| Am Alten Markt 7 52° 25′ 31″ N, 9° 25′ 33″ O       | Wohn-/Wirtschaftsgebäude | Fachwerk-Giebelhaus mit Dielentor, wohl spätes 18. Jahrhundert | 30992840 |                |
| Am Stadtgraben 28 52° 25′ 47″ N, 9° 25′ 39″ O      | Geschäftshaus            | Viehverkaufshalle | 30992877 |                |
| Amtsstraße 52° 25′ 20″ N, 9° 25′ 24″ O             | Denkmal                  | Das Turnvater-Jahn-Denkmal erinnert an Friedrich Ludwig Jahn. | 30992919 |                |
| Amtsstraße 2 52° 25′ 23″ N, 9° 25′ 23″ O           | Gericht                  | Amtsgericht | 30995572 |                |
| An der Wassermühle 2 52° 25′ 35″ N, 9° 25′ 22″ O   | Wohnhaus                 | Adelshof von Haus | 30995592 |                |
| An der Wassermühle 10 52° 25′ 34″ N, 9° 25′ 20″ O  | Wohnhaus                 | | 30992953 |                |
| An der Wassermühle 23 52° 25′ 35″ N, 9° 25′ 16″ O  | Wohn-/Wirtschaftsgebäude | | 30992970 |                |
| An der Wassermühle 25 52° 25′ 35″ N, 9° 25′ 16″ O  | Wohn-/Wirtschaftsgebäude | | 0992987  |                |
| Bahnhofstraße 58 52° 25′ 20″ N, 9° 27′ 5″ O        | Bahnhofempfangsgebäude   | Der Bahnhof Wunstorf wurde von 1847 bis 1848 als Inselbahnhof nach einem Entwurf von C. W. Hase erbaut. Es ist ein Bau des Spätklassizismus. | 30993004 |                |
| Bahnhofstraße 69 52° 25′ 26″ N, 9° 26′ 52″ O       | Wohn-/Geschäftshaus      | | 30995480 |                |
| Bahnhofstraße 73 52° 25′ 26″ N, 9° 26′ 54″ O       | Postamt                  | | 30993076 |                |
| Blumenauer Straße 9 52° 25′ 29″ N, 9° 26′ 56″ O    | Villa                    | | 30993166 |                |
| Blumenauer Straße 13 52° 25′ 31″ N, 9° 26′ 56″ O   | Wohnhaus                 | | 30993183 |                |
| Frankestraße 1 52° 25′ 28″ N, 9° 26′ 25″ O         | Doppelhaushälfte         | | 30993218 |                |
| Frankestraße 3 52° 25′ 29″ N, 9° 26′ 24″ O         | Doppelhaushälfte         | | 30993235 |                |
| Frankestraße 9 52° 25′ 32″ N, 9° 26′ 24″ O         | Villa                    | | 0993252  |                |
| Georgstraße 1 52° 25′ 23″ N, 9° 25′ 52″ O          | Hotel                    | | 30993269 |                |
| Gustav-Kohne-Straße 17 52° 25′ 33″ N, 9° 26′ 11″ O | Wohnhaus                 | | 30995612 |                |
| Gustav-Kohne-Straße 37 52° 25′ 34″ N, 9° 26′ 13″ O | Landeskrankenhaus        | | 30993286 | BW             |
| Hannoversche Straße 1 52° 25′ 32″ N, 9° 26′ 58″ O  | Villa                    | | 30993308 | Weitere Bilder |
| Hindenburgstraße 1 52° 25′ 25″ N, 9° 25′ 54″ O     | Krankenhaus              | | 30993342 |                |
| Hindenburgstraße 5 52° 25′ 27″ N, 9° 25′ 58″ O     | Wohnhaus                 | | 30995764 |                |
| Hindenburgstraße 25 52° 25′ 28″ N, 9° 26′ 17″ O    | Schule                   | Das Hölty-Gymnasium wurde 1874 als Lehrerseminar eingeweiht. | 30993398 |                |
| Hindenburgstraße 25 52° 25′ 27″ N, 9° 26′ 16″ O    | Kriegerdenkmal           | | 30993376 |                |
| Hindenburgstraße 29 52° 25′ 27″ N, 9° 26′ 22″ O    | Villa                    | | 30993415 |                |
| Hindenburgstraße 49 52° 25′ 27″ N, 9° 26′ 39″ O    | Bahnhofgebäude           | Ehemaliges Bahnbetriebsgebäude (Lokschuppen und Werkstatt) der Steinhuder Meer-Bahn am hier bis 1906 bestehenden Kleinbahnhof. | 30993478 |                |
| Lange Straße 1 52° 25′ 33″ N, 9° 25′ 43″ O         | Wohn-/Geschäftshaus      | | 30993548 |                |
| Lange Straße 5 52° 25′ 33″ N, 9° 25′ 41″ O         | Wohn-/Geschäftshaus      | | 30993565 |                |
| Lange Straße 86 52° 25′ 30″ N, 9° 25′ 19″ O        | Wohnhaus                 | Schlichtes Fachwerkgiebelhaus des 19. Jahrhunderts, ehemals mit großer Diele. | 30993754 |                |
| Luther Weg 76 52° 25′ 34″ N, 9° 27′ 0″ O           | Wohnhaus                 | | 30993771 |                |
| Mittelstraße 9 52° 25′ 29″ N, 9° 25′ 36″ O         | Wohnhaus                 | | 30994019 | BW             |
| Neustädter Straße 52° 25′ 50″ N, 9° 25′ 36″ O      | Grabstätte               | Grabstelle Fam. Huelke-Vees | 30994169 |                |
| Neustädter Straße 52° 25′ 53″ N, 9° 25′ 32″ O      | Grabstätte               | Grabstelle Fam. Borges | 30994152 |                |
| Neustädter Straße 52° 25′ 54″ N, 9° 25′ 32″ O      | Grabstätte               | Grabst. Fam. Pahlmann-Schmidt | 30994186 |                |
| Neue Straße 2 52° 25′ 36″ N, 9° 25′ 16″ O          | Wohnhaus                 | | 30994041 |                |
| Nordrehr 52° 25′ 51″ N, 9° 25′ 29″ O               | Friedhof                 | Der Neue jüdische Friedhof Wunstorf wurde von 1830 bis 1938 belegt. Auf dem Friedhof befinden sich noch 92 Grabsteine. | 30994203 | Weitere Bilder |
| Nordstraße 10 52° 25′ 35″ N, 9° 25′ 39″ O          | Wohnhaus                 | | 30994328 |                |
| Nordstraße 12 52° 25′ 36″ N, 9° 25′ 38″ O          | Wohnhaus                 | | 30994363 |                |
| Schlobbenriede 3 52° 25′ 24″ N, 9° 25′ 27″ O       | Wohn-/Wirtschaftsgebäude | | 30994468 |                |
| Schlobbenriede 31 52° 25′ 28″ N, 9° 25′ 14″ O      | Wohn-/Wirtschaftsgebäude | | 30994502 |                |
| Speckenstraße 17 52° 25′ 35″ N, 9° 25′ 29″ O       | Speicher                 | | 30994519 |                |
| Stiftstraße 52° 25′ 34″ N, 9° 25′ 45″ O            | Kirche St. Bartholomaei  | Die Kirche wurde um 1700 als Saalkirche erbaut, der Turm stammt allerdings aus der zweiten Hälfte des 12. Jahrhunderts. Im Inneren befindet sich ein Triumphkreuzgruppe aus der zweiten Hälfte des 15. Jahrhunderts und eine Mondsichelmadonna aus dem 16. Jahrhundert. | 30995460 |                |
| Lange Straße 52° 25′ 35″ N, 9° 25′ 44″ O           | Grenzstein               | | 47590419 | BW             |
| Stiftstraße 2 52° 25′ 34″ N, 9° 25′ 49″ O          | Wohnhaus                 | | 30994741 |                |
| Südstraße 1 52° 25′ 33″ N, 9° 25′ 45″ O            | Rathaus                  | Das Haus wurde 1907 als Rathaus und Stadtsparkasse nach einem Entwurf von Karl Petzold erbaut. | 30994817 |                |
| Südstraße 19 52° 25′ 30″ N, 9° 25′ 47″ O           | Wohn-/Wirtschaftsgebäude | Querdielenhaus, wohl Ende 18./Anfang 19. Jahrhundert | 30994904 |                |
| Südstraße 25 52° 25′ 29″ N, 9° 25′ 49″ O           | Offizierskasino          | | 30995400 |                |
| Südstraße 25 52° 25′ 27″ N, 9° 25′ 51″ O           | Krankenhaus              | | 30995702 | BW             |
| Südstraße 44 52° 25′ 24″ N, 9° 25′ 51″ O           | Wohn-/Geschäftshaus      | | 30994977 |                |
| Wasserzucht 1 52° 25′ 36″ N, 9° 25′ 44″ O          | Wohnhaus                 | | 30995010 |                |

## Abgegangene Baudenkmale
Verzeichnet sind Bauten, die früher unter Denkmalschutz standen, heute aber aus diversen Gründen (z. B. Brand, Abbruch) nicht mehr existieren.
| Lage                                          | Bezeichnung         | Beschreibung | ID | Bild |
| --------------------------------------------- | ------------------- | --- | -- | ---- |
| Am alten Markt 10 52° 25′ 30″ N, 9° 25′ 30″ O | Herberge zur Heimat | Dreiständer-Fachwerkbau mit linksseitiger Auslucht, um 1650 erbaut. Vor 1968 abgebrochen.                                                                        |    |      |
| Am alten Markt 14 52° 25′ 30″ N, 9° 25′ 29″ O | Giebelhaus          | Zweischiffiges Giebelhaus, erbaut 1715. Abbruch und Neubau |    |      |
| Am alten Markt 18 52° 25′ 30″ N, 9° 25′ 28″ O | Dielenhaus          | Haus mit hoher Diele, erbaut 1824. |    |      |
| Lange Straße 4 52° 25′ 35″ N, 9° 25′ 42″ O    | Giebelhaus          | Fachwerk-Dielenhaus, um 1550. Das Erdgeschoss durch einen Ladeneinbau verändert. Abgebrochen. An derselben Stelle befindet sich heute ein modernes Geschäftshaus |    |      |
| Lange Straße 42 52° 25′ 33″ N, 9° 25′ 30″ O   | Giebelhaus          | Zweischiffiges verputztes Giebelhaus, 17. Jahrhundert. Neubau |    |      |
| Lange Straße 62 52° 25′ 32″ N, 9° 25′ 25″ O   | Vierständerbau      | Fachwerk-Dielenhaus von 1813. Abgebrochen ca. 2012 |    |      |
| Lange Straße 66 52° 25′ 31″ N, 9° 25′ 24″ O   | Vierständerbau      | Nach 1800 erbaut. Abgebrochen und durch einen Neubau mit Klinkerfassade ersetzt                                                                                  |    |      |
| Lange Straße 68 52° 25′ 31″ N, 9° 25′ 23″ O   | Vierständerbau      | Nach 1800 entstanden. Abgebrochen und durch einen Neubau mit Klinkerfassade ersetzt (bildet mit Nr. 66 eine Einheit)                                             |    |      |
| Lange Straße 84 52° 25′ 30″ N, 9° 25′ 19″ O   | Vierständerbau      | 1806 errichtet. An der Stelle befindet sich ein traufständiger Neubau                                                                                            |    |      |
| Lange Straße 88 52° 25′ 30″ N, 9° 25′ 18″ O   | Vierständerbau      | 1806 erbaut. Traufständiger Neubau |    |      |
| Lange Straße 89 52° 25′ 28″ N, 9° 25′ 14″ O   | Vierständerhaus     | Größeres Fachwerkhaus mit durchgehender Diele, errichtet 1806. Traufständiger Neubau                                                                             |    |      |
| Lange Straße 96 52° 25′ 29″ N, 9° 25′ 16″ O   | Vierständerbau      | 1806 erbaut. Traufständiger Neubau |    |      |

## Ehemalige Baudenkmale
Aufgeführt werden Bauten, die noch vorhanden sind, aber nicht mehr in der Denkmalliste geführt werden.
| Lage                                        | Bezeichnung    | Beschreibung | ID | Bild |
| ------------------------------------------- | -------------- | --- | -- | ---- |
| Lange Straße 27 52° 25′ 32″ N, 9° 25′ 34″ O | Giebelhaus     | Fachwerkhaus mit Doppelständern, um 1780 errichtet. Noch vorhanden, das Erdgeschoss durch Ladeneinbauten jedoch stark verändert. |    |      |
| Lange Straße 60 52° 25′ 32″ N, 9° 25′ 25″ O | Giebelhaus     | Fachwerk-Dielenhaus des 19. Jahrhunderts, mittlerweile stark verändert.                                                          |    |      |
| Lange Straße 64 52° 25′ 32″ N, 9° 25′ 24″ O | Vierständerbau | Fachwerk-Dielenhaus von 1813, stark verändert                                                                                    |    |      |
| Lange Straße 75 52° 25′ 29″ N, 9° 25′ 20″ O | Vierständerbau | Fachwerk-Dielenhaus, noch vorhanden                                                                                              |    |      |